# Nagroda Gemini
Nagroda Gemini była nagrodą filmową przyznawaną przez Kanadyjską Akademię Filmową i Telewizyjną w uznaniu osiągnięć kanadyjskiego przemysłu telewizyjnego. 
Nagroda Gemini Awards były analogiczne do Nagrody Emmy przyznawanych w Stanach Zjednoczonych i Nagrody BAFTA w Wielkiej Brytanii. Po raz pierwszy ceremonia wręczenia nagród została zorganizowana w 1986 roku w miejsce nagrody ACTRA, ceremonia ta uświetniła uroczystość wręczenia nagród kanadyjskim produkcjom telewizyjnym w 87 kategoriach, a także innych nagród specjalnych, takich jak nagrody za całokształt twórczości.
W kwietniu 2012 Akademia Filmowa i Telewizyjna Kanady ogłosiła, że ceremonia rozdania nagród Gemini i Genie Awards zostanie przerwana i zastąpiona nową ceremonią rozdania nagród, poświęconą wszystkim formom kanadyjskich mediów, w tym telewizji, filmu i mediów cyfrowych. Pierwsze Kanadyjskie Nagrody Ekranu odbyły się 4 marca 2013.
Nagrody Gemini obejmowały tylko produkcje anglojęzyczne. 